# Vụ đánh bom Rangoon
Vụ đánh bom Rangoon diễn ra ngày 9 tháng 10 năm 1983, tại thủ đô Rangoon, Myanmar nhằm giết hại Tổng thống Hàn Quốc là ông Chun Doo-hwan khi ông và phái đoàn đến thăm nước này. Cuộc ám sát đã gây thiệt hại về người và của nhưng việc ám sát ngài Tổng thống Hàn Quốc đã bất thành. Vụ ám sát trên được cho là do 3 điệp viên Bắc Triều Tiên đã thực hiện, hai trong số đó đã bị bắt và một người khai mình là sĩ quan của Cộng hòa Dân chủ Nhân dân Triều Tiên. Vụ đánh bom này đã được gián tiếp nhắc đến ở tập 1 trong series phim truyền hình Thợ săn thành phố của Hàn Quốc.

## Diễn biến vụ đánh bom
Ngày 9 tháng 10 năm 1983, Tổng thống Chun Doo-hwan dẫn phái đoàn cấp cao của Hàn Quốc thăm chính thức Rangoon, thủ đô bấy giờ của Miến Điện. Ông đã nêu ước nguyện muốn đặt vòng hoa thể hiện lòng tôn kính đối với người khai sinh ra nhà nước Myanmar độc lập là ngài Aung San (bị ám sát vào năm 1947), tại lăng liệt sĩ Aung San ở Yangon.
Ba quả bom được điệp viên Bắc Triều Tiên cho đặt trong lăng, một trong ba quả bom được đặt trên mái nhà phát nổ. Vụ nổ có sức công phá lớn xé xuyên qua đám đông bên dưới, giết chết 21 người và 46 người khác bị thương. Ba chính trị gia cấp cao Hàn Quốc đã thiệt mạng: Ngoại trưởng Lee Beom-seok, Bộ trưởng Kế hoạch kinh tế và Phó Thủ tướng Joon Suh Suk, và Bộ trưởng thương mại và ngành công nghiệp Kim Dong Whie. Mười bốn cố vấn tổng thống Hàn Quốc, các nhà báo và quan chức an ninh đã thiệt mạng. 4 công dân Miến Điện, trong đó có 3 nhà báo, cũng nằm trong số người tử nạn trên Tổng thống Chun đã thoát nạn bởi vì chuyến xe chở ông đã đến trễ vài phút so với dự kiến vì tắc đường. Quả bom đã được báo cáo là phát nổ sớm vì nhạc kèn báo hiệu đoàn Tổng thống đến đã phát đi một cách nhầm lẫn, vang lên một vài phút trước thời hạn.

## Cuộc điều tra
Sau vụ đánh bom, các cơ quan an ninh nước sở tại và Hàn Quốc đã vào cuộc điều tra, và ho đã xác định ba điệp viên đến từ Bắc Triều Tiên đã thực hiện kế hoạch trên, ba kẻ này đã nhận thuốc nổ từ Đại sứ quán Triều Tiên tại Myanmar. Nghi can Kang Min-chul và một kẻ khác trong nhóm đã cố gắng tự sát bằng một quả lựu đạn khi bị phát hiện, nhưng đã sống sót và bị bắt giữ, tuy Kang đã mất một cánh tay. Nghi can thứ ba tên là Zin Bo, được cho là một sĩ quan của quân đội CHDCND Triều Tiên đã cố gắn giết chết 3 viên chức an ninh của Myanmar hòng tẩu thoát nhưng không thành và đã bị bắn chết. Kang Min-chul thú nhận sứ mệnh của mình và nhận mình là một điệp viên của Bắc Triều Tiên, để đổi lại Kang đã không bị kết án tử hình mà chỉ phải chịu tù chung thân. Kẻ đồng phạm với Kang đã bị kết tội tử hình bằng cách treo cổ. CHDCND Triều Tiên đã bác bỏ tất cả những cáo buộc có liên quan tới mình trong vụ đánh bom tại Rangoon.
Với kết quả điều tra của vụ đánh bom, Myanmar đã cắt quan hệ ngoại giao với Bắc Triều Tiên. CHND Trung Hoa đã rất tức giận vì động thái trên của Bắc Triều Tiên, vì trước vụ đánh bom, Bắc Kinh đã đề nghị đàm phán ba bên giữa Đại Hàn Dân Quốc, Bắc Triều Tiên và Hoa Kỳ. Các quan chức Trung Quốc từ chối gặp hoặc nói chuyện với các quan chức Bắc Triều Tiên vài tháng sau đó.

## Danh sách các nạn nhân
- Seo Seok-jun (서석준), Phó Thủ tướng Chính phủ
- Lee Beom-seok (이범석), Bộ trưởng Ngoại giao
- Kim Dong-Hwi (김동휘), Bộ trưởng Bộ Thương mại
- Suh Sang-Chul (서상철), Bộ trưởng Bộ Nguồn Tài nguyên[7]
- Ham Byeong-chun (함병춘), Tổng tham Mưu Trưởng
- Lee Gye-cheol (이계철), Đại sứ Hàn Quốc tại Miến Điện
- Kim Jae-ik (김재익), Cố vấn cấp cao của Tổng thống về Kinh tế
- Ha Dong-seon (하동 선), Giám đốc Ủy ban Kế hoạch Hợp tác quốc tế
- Lee Gi-uk (이기욱), Thứ trưởng Bộ Tài chính
- Gang-hui (강인희), Thứ trưởng Bộ Nông nghiệp, Lâm nghiệp, Thủy sản
- Kim Yong-hwan (김용환), Thứ trưởng Bộ Khoa học và Công nghệ
- Sim Sang-u (심상우), một thành viên của Quốc hội
- Min Byeong-seok (민병석), bác sĩ riêng của Tổng thống
- Lee Jae-gwan (이재관), Cố vấn báo chí của tổng thống
- Han Gyeong-hui (한경희), một người bảo vệ tổng thống
- Jeong Tae-jin (정태진), một người bảo vệ tổng thống
- Lee Jung-hyeon (이중현), phóng viên của The Dong-a Ilbo